# Youssoufa Moukoko

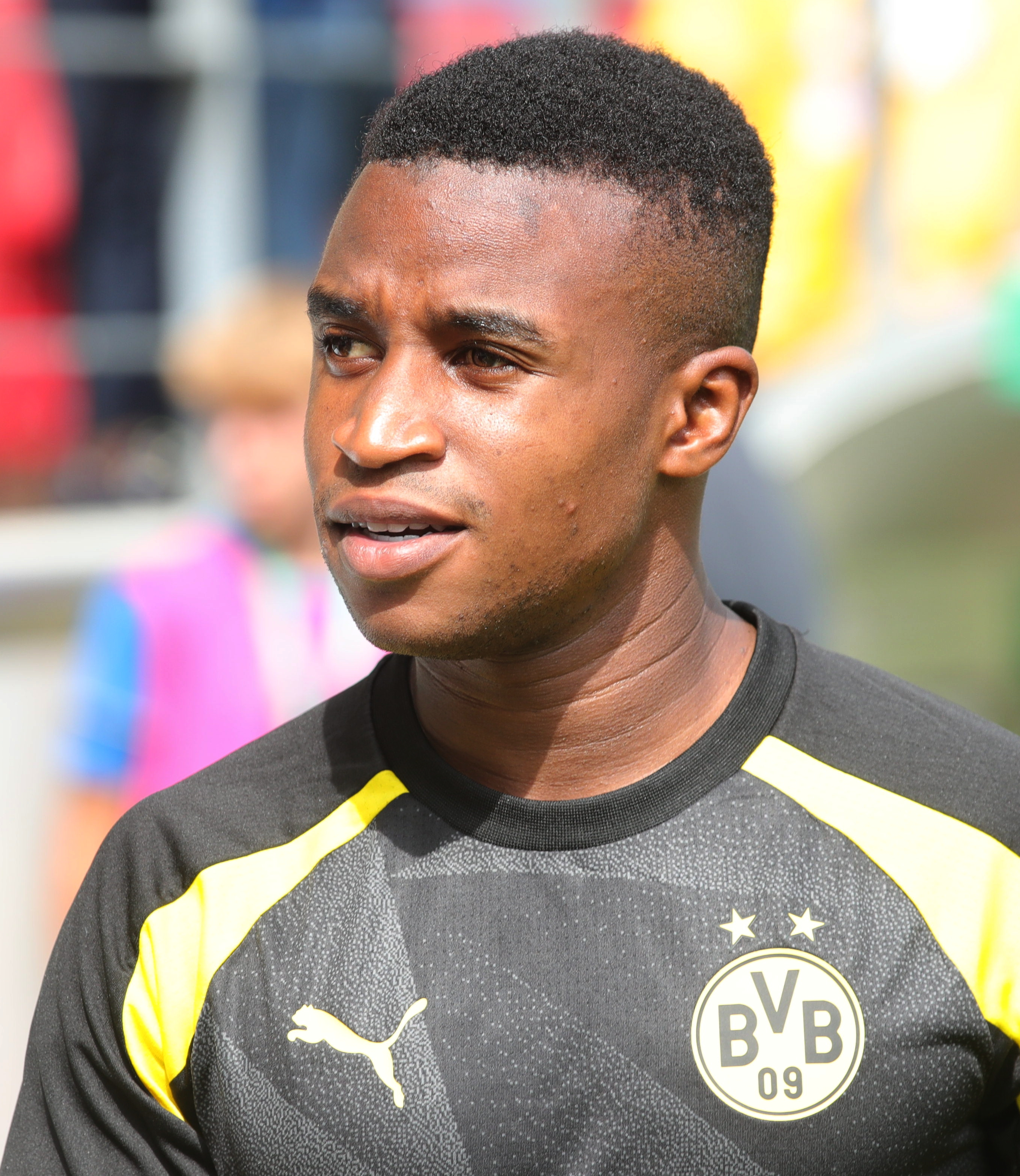
Youssoufa Moukoko pelo Borussia Dortmund em 2023.

Youssoufa Moukoko (Iaundé, 20 de novembro de 2004) é um futebolista camaronês, naturalizado alemão que atua como centroavante. Atualmente joga pelo København.

## Carreira

### Início
Moukoko jogou como atacante na equipe sub-13 do FC St. Pauli de 2014 a 2016. Com 11 anos, atuou na categoria sub-15 e marcou 21 gols em 12 jogos.

### Borussia Dortmund
Moukoko foi contratado pelo Borussia Dortmund para jogar nas categorias de base em 2016. Pelo sub-15, o atacante manteve a boa média, marcando 33 gols em 15 partidas.
Ele jogou como o único garoto de 13 anos na Bundesliga Sub-17 pelo Dortmund. Subiu para o time sub-19 na temporada 2019–20, aos 14 anos, marcando seis gols em sua primeira partida, em uma vitória por 9–2 contra o Wuppertaler SV. Ele jogou sua primeira partida na Liga Juvenil da UEFA em 17 de setembro de 2019 contra o Barcelona, tornando-se o jogador mais jovem a entrar nesta competição. Em um jogo contra a equipe da Inter de Milão, o atacante marcou o gol da vitória por 1–0, em 23 de outubro do mesmo ano, tornando-se o artilheiro mais jovem da Liga Juvenil. Aos 15 anos, passou a treinar junto com os profissionais do Dortmund.
Em 21 de novembro de 2020, Moukoko fez sua estreia como profissional, no confronto entre Borussia Dortmund e Hertha Berlim. Com 16 anos e 1 dia, foi jogador mais jovem da história a a atuar pela Bundesliga.
Moukoko estreou na Champions League na partida contra o Zenit, em 8 de dezembro de 2020, atingindo a marca de jogador mais jovem a atuar pela competição, com 16 anos e 18 dias.
Marcou seu primeiro gol em 18 de dezembro de 2020, na partida contra a equipe do Union Berlim. Com 16 anos e 28 dias, foi o jogador mais jovem da história a marcar pela Bundesliga.
No dia 21 de janeiro de 2023, renovou seu contrato com o Dortmund até 2026.

### Empréstimo ao Nice
No dia 28 de agosto de 2024 foi emprestado ao Nice.

## Seleção Alemã
Em 3 de setembro de 2021, Moukoko estabeleceu as marcas de artilheiro e estreante mais jovem da seleção sub-21 da Alemanha, com 16 anos e 286 dias, ao marcar duas vezes na vitória por 6 a 0 sobre o San Marino.

### Copa do Mundo de 2022
Moukoko entrou para lista dos pré-convocados da seleção para a Copa do Mundo de 2022. Na lista final apareceu como surpresa, sendo assim oficialmente convocado para a Copa do Mundo.
Moukoko estreou na Copa do Mundo 2022 nos minutos finais da partida contra o Japão, no dia 23 de novembro, no Estádio Internacional Khalifa, no Catar. A partida foi válida pela primeira rodada do grupo E, onde o Japão saiu perdendo, porém conseguiu a virada no segundo tempo. Youssoufa Moukoko tornou-se no jogador mais jovem da Alemanha a jogar num Mundial com 18 anos e três dias, um novo registo histórico.

## Controvérsias

### Suspeitas sobre a idade
A suposta idade de Moukoko, que foi descrito como uma "criança prodígio" por causa de suas conquistas esportivas acima da média para sua idade, tem sido objeto de controvérsias desde as categorias de base. Em 2017, o treinador do sub-23 do clube, Timo Preus, questionou sua idade em uma entrevista: "Com o Youssoufa imagino que a idade tenha sido meramente indicativa. Pode ser que talvez ele seja um ou dois anos mais velho, mas de certeza de que não tem 17 anos". No mesmo ano a Federação Alemã de Futebol negou que houvesse qualquer irregularidade com sua documentação. No início de 2023, as suspeita voltaram a tona quando a TV austríaca Laola1 noticiou que o pai adotivo do jogador teria entregado uma certidão de nascimento que constaria o ano de 2000, com o nome de Yousouffa Mohamadou.

## Estatísticas
Atualizado até 27 de maio de 2023.

### Clubes

#### Categorias de base
| Temporada                    | Clube                        | Campeonato                   | Jogos | Gols |
| ---------------------------- | ---------------------------- | ---------------------------- | ----- | ---- |
| 2017–18                      | Borussia Dortmund            | Bundesliga Sub-17            | 28    | 40   |
| 2018–19                      | Borussia Dortmund            | Bundesliga Sub-17            | 28    | 50   |
| 2019–20                      | Borussia Dortmund            | Bundesliga Sub-19            | 20    | 34   |
| 2019–20                      | Borussia Dortmund            | Liga Jovem da UEFA           | 7     | 4    |
| 2019–20                      | Borussia Dortmund            | Taça dos Juniores            | 1     | 0    |
| 2020–21                      | Borussia Dortmund            | Bundesliga Sub-19            | 3     | 10   |
| 2020–21                      | Borussia Dortmund            | Taça dos Juniores            | 1     | 3    |
| Total nas categorias de base | Total nas categorias de base | Total nas categorias de base | 88    | 141  |

#### Profissional
| Equipe            | Temporada         | Campeonato nacional | Campeonato nacional | Copa nacional | Copa nacional | Competições continentais | Competições continentais | Outros | Outros | Total | Total |
| Equipe            | Temporada         | Jogos               | Gols                | Jogos         | Gols          | Jogos                    | Gols                     | Jogos  | Gols   | Jogos | Gols  |
| ----------------- | ----------------- | ------------------- | ------------------- | ------------- | ------------- | ------------------------ | ------------------------ | ------ | ------ | ----- | ----- |
| Borussia Dortmund | 2020–21           | 14                  | 3                   | 0             | 0             | 1                        | 0                        | 0      | 0      | 15    | 3     |
| Borussia Dortmund | 2021–22           | 16                  | 2                   | 2             | 0             | 3                        | 0                        | 1      | 0      | 22    | 2     |
| Borussia Dortmund | 2022–23           | 26                  | 7                   | 3             | 0             | 6                        | 0                        | —      | —      | 35    | 7     |
| Total na carreira | Total na carreira | 56                  | 12                  | 5             | 0             | 10                       | 0                        | 1      | 0      | 72    | 12    |

### Seleção Alemã
Expanda a caixa de informações para conferir todos os jogos deste jogador, pela sua seleção nacional.
Sub-16
|    | Data                   | Local                  | Resultado | Adversário | Gol(s) | Competição |
| -- | ---------------------- | ---------------------- | --------- | ---------- | ------ | ---------- |
| 1. | 11 de setembro de 2017 | Lindenstadion, Hippach | 3–1       | Áustria    | 0      | Amistoso   |
| 2. | 13 de setembro de 2017 | Lindenstadion, Hippach | 2–1       | Áustria    | 2      | Amistoso   |
| 3. | 3 de outubro de 2017   |                        | 1–0       | Bélgica    | 0      | Amistoso   |
| 4. | 5 de outubro de 2017   |                        | 4–2       | Bélgica    | 1      | Amistoso   |

Sub-20
|    | Data                  | Local                             | Resultado | Adversário | Gol(s) | Competição |
| -- | --------------------- | --------------------------------- | --------- | ---------- | ------ | ---------- |
| 1. | 3 de setembro de 2020 | Edmund-Plambeck-Stadion, Hamburgo | 1–2       | Dinamarca  | 0      | Amistoso   |
| 2. | 6 de setembro de 2020 | Ernst-Wagener-Stadion, Steinburg  | 0–0       | Dinamarca  | 0      | Amistoso   |

## Títulos
Borussia Dortmund

#### Base
- Bundesliga Sub-17: 2017–18

#### Profissional
- Copa da Alemanha: 2020–21

### Recordes
- Jogador mais jovem a jogar pela Seleçao Alemã Sub-16 (12 anos e 311 dias)
- Jogador mais jovem a marcar pela Seleçao Alemã Sub-16 (12 anos e 313 dias)
- Jogador mais jovem a jogar na Bundesliga Sub-19 (14 anos e 277 dias)
- Jogador mais jovem a marcar na Bundesliga Sub-19 (14 anos e 277 dias)
- Jogador mais jovem a jogar na Liga Jovem da UEFA (14 anos e 302 dias)
- Jogador mais jovem a marcar na Liga Jovem da UEFA (14 anos e 338 dias)
- Jogador mais jovem a jogar na Bundesliga (16 anos e 1 dia)
- Jogador mais jovem a jogar na Liga dos Campeões da UEFA (16 anos e 18 dias)
- Jogador mais jovem a marcar na Bundesliga (16 anos e 28 dias)